# 鈴木文太郎
鈴木 文太郎（すずき ぶんたろう）は、フジテレビジョン広報局広告宣伝部所属のディレクター、フジテレビクラブのプロデューサー。1994年入社。2003年より現職。入社後1年間は総務局元施設管理部だった。
2005年、フジテレビジョン社内エレベーター用PRビデオ「えれび。」プロデューサー。

## 担当番組
- 石橋貴明のたいむとんねる広報宣伝
- TOKIOカケル広報
- 関ジャニ∞クロニクル広報
- HEY!HEY!NEO!宣伝
- 明石家サンタの史上最大のクリスマスプレゼントショー広報

### テレビスポット
- 白い巨塔
- 太閤記 サルと呼ばれた男
- 徳川綱吉 イヌと呼ばれた男
- 愛し君へ
- 東京湾景
- 救命病棟24時(2005年、第3シリーズ)
- 西遊記（宣伝担当）
- HEROスペシャル（2006年、宣伝担当）
- 僕らに愛を!（プロデュース補）
- ピュア（プロデュース補）

### ディレクター
- SMAP×SMAP（以前は広報）

### 広報・宣伝
- さまぁ〜ずの神ギ問（広報）
- 超逆境クイズバトル!! 99人の壁（広報）

## 連載
- お台場TV PEEPING（調査部発行のメディア情報誌『AURA』）

## 楽曲提供
- ハロー！どっこくん（作詞/作曲）[1]

## 同期入社
- 佐野瑞樹（同期）
- 武田祐子（同期）
- 黒木彰一（同期、SMAP×SMAPプロデューサー）
- 渡辺琢（同期、ワンナイ ディレクター）
- 関口大輔（同期、映画プロデューサー）
- 平井秀樹（同期、美術プロデューサー、前職はドラマ演出）
- 木佐彩子（同期、現在は[いつ?]フリー）
- 富永美樹（同期、現在は[いつ?]フリー）